# Коломбан
Коломбан (словен. Kolomban) — поселення в общині Копер, Регіон Обално-крашка, Словенія. Висота над рівнем моря: 132,4 м.